# Woody Sauldsberry
Woodrow "Woody" Sauldsberry Jr. (ur. 11 lipca 1934 w Winnsboro, zm. 3 września 2007 w Baltimore) – amerykański koszykarz, skrzydłowy, mistrz NBA, uczestnik NBA All-Star Game, debiutant roku, zawodnik drużyny pokazowej Harlem Globetrotters.

## Osiągnięcia
NBA
- Mistrz NBA (1966)[1]
- Wicemistrz NBA (1961)[1]
- Uczestnik meczu gwiazd NBA (1959)[2]
- Debiutant roku NBA (1958)[3]